# Rem als Jocs Olímpics d'estiu de 1920 - Scull individual masculí

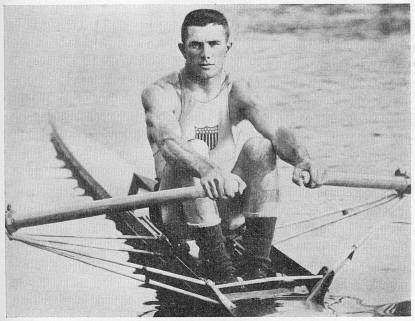
Fotografia de John B. Kelly, Sr., guanyador de la medalla d'or, durant els Jocs Olímpics.

La prova de scull individual fou una de les cinc que es disputaren als Jocs Olímpics d'Anvers de 1920 i que formaven part del programa de rem. La prova es va disputar entre el 27 i el 29 d'agost de 1920, amb la presència de 10 remers, procedents de 10 països diferents.

## Medallistes
| Or                       | Plata                | Bronze               |
| John B. Kelly, Sr. (USA) | Jack Beresford (GBR) | Darcy Hadfield (NZL) |

## Resultats

### Sèries
Es disputaren el 27 d'agost. El vencedor passava a semifinals.
| Pos. | Remer          | Nació          | Temps  |
| ---- | -------------- | -------------- | ------ |
| 1    | Jack Beresford | Regne Unit     | 7'45"0 |
| 2    | Max Schmid     | Suïssa         | 7'49"0 |
| 3    | Gustav Zinke   | Txecoslovàquia | ND     |

| Pos. | Remer          | Nació         | Temps  |
| ---- | -------------- | ------------- | ------ |
| 1    | Frits Eijken   | Països Baixos | 7'50"0 |
| 2    | Nino Castelli  | Itàlia        | 7'59"0 |
| 3    | Jacques Haller | Bèlgica       | ND     |

| Pos. | Remer              | Nació        | Temps  |
| ---- | ------------------ | ------------ | ------ |
| 1    | John B. Kelly, Sr. | Estats Units | 7'44"2 |
| 2    | Nils Ljunglöf      | Suècia       | 7'49"6 |

| Pos. | Remer                    | Nació        | Temps  |
| ---- | ------------------------ | ------------ | ------ |
| 1    | Clarence Hadfield D'Arcy | Nova Zelanda | 8'05"0 |
| 2    | Theodor Eyrich           | Dinamarca    | 8'11"0 |

### Semifinals
Es disputaren el 28 d'agost. El vencedor passava a la final. El millor tercer guanyà la medalla de bronze.
| Pos. | Remer          | Nació         | Temps  |
| ---- | -------------- | ------------- | ------ |
| 1    | Jack Beresford | Regne Unit    | 7'45"0 |
| 2    | Frits Eijken   | Països Baixos | 7'50"4 |

| Pos. | Remer                    | Nació        | Temps  |
| ---- | ------------------------ | ------------ | ------ |
| 1    | John B. Kelly, Sr.       | Estats Units | 7'46"2 |
| 2    | Clarence Hadfield D'Arcy | Nova Zelanda | 7'49"2 |

### Final
Es disputà el 29 d'agost.
| Pos. | Remer              | Nació        | Temps  |
| ---- | ------------------ | ------------ | ------ |
| 1    | John B. Kelly, Sr. | Estats Units | 7'35"0 |
| 2    | Jack Beresford     | Regne Unit   | 7'36"0 |